# I Don't Know My Name
"I Don't Know My Name" is een single van de Amerikaanse singer-songwriter Grace VanderWaal. Het nummer werd uitgebracht als de eerste track op haar EP Perfectly Imperfect uit 2016. 

## Achtergrond
I Don't Know My Name is geschreven door Grace VanderWaal en geproduceerd door Greg Wells. VanderWaal speelde het nummer voor het eerst bij haar auditie van het Amerikaanse televisieprogramma America's Got Talent. Voor het optreden kreeg ze de 'gouden buzzer'; hierdoor ging ze direct door kwartfinale. VanderWaal zou dit programma uiteindelijk winnen, nadat ze het nummer nog een keer speelde tijdens de finale. VanderWaal begeleidt zichzelf op het nummer met haar ukelele. Ondanks het succes in de talentenjacht, haalde het nummer de internationale hitlijsten niet nadat VanderWaal het in november 2016 als single uitbracht.